# Wang Xi'An
Wang Xi'An (cinese semplificato : 王西安; Xi'an, 17 luglio 1944 – Jiaozuo, 6 febbraio 2024) è stato un artista marziale cinese, maestro di Taijiquan stile Chen di 19ª generazione.

## Biografia
Nel 1945 suo padre, Wang Song Lin, si trasferì a Chenjiagou, luogo d'origine del Taijiquan. L'interesse di Wang Xi'An per questa arte marziale si manifestò già quando aveva otto anni ma, non facendo parte della famiglia Chen, l'accesso agli insegnamenti gli venne rifiutato.
Nel 1958 il maestro Chen Zhaopi (10ª generazione ma contemporaneo di Chen Fake) tornò a Chenjiagou e diede inizio alla formazione dei Si Da Jin Gang: Wang Xi'An, Chen Zhenglei, Zhu Tiancai e Chen Xiaowang. Wang Xi'An iniziò così gli studi del "grande stile" (Laojia). Alla morte del loro maestro (nel dicembre 1972), la prosecuzione della loro formazione, specialmente sui Qinna, fu assicurata dal maestro Chen Zhaokui (maestro di 10ª generazione), figlio cadetto di Chen Fake (maestro di 9ª generazione).
Nel 1982, Wang Xi'An vinse un campionato nazionale di Tuishou. Viaggiò in Giappone, in Corea del Sud, in Svezia, in Spagna, negli Stati Uniti d'America e in Francia.
Nel 2002 venne elevato al rango di "grande maestro di Taijiquan stile Chen" dallo stato cinese. Venne inserito tra i "tesori nazionali viventi della Cina" e ricevette la certificazione di "Patrimonio culturale immateriale cinese".
Creò il "Centro internazionale di Wushu" a Chenjiagou, culla di quest'arte marziale in Cina, diretto dai figli Wang Zhanjun e Wang Zhanhai, vincitori di numerosi tornei di Tuishou.
Morì a Jiaozuo il 6 febbraio 2024 all'età di 79 anni.

### Le generazioni di maestri
Wang Xi'An fu un maestro di Taijiquan di 19ª generazione, a partire dal patriarca, Chen Bu, di 11ª generazione partendo dal fondatore Chen Wangting. Chen Wangting faceva parte della nona generazione della famiglia Chen, ed essendo fondatore del Taijiquan è possibile considerarlo maestro di Taijiquan di 1ª generazione. Vi sono quindi due modi di intendere le generazioni:
- Chen Zhaokui è maestro di Taijiquan di 10ª generazione partendo da Chen Wangting e di conseguenza Wang Xi'An, essendo suo allievo, di 11ª;
- Chen Zhaokui è membro della 18ª generazione della famiglia Chen (a partire dal patriarca Chen Bu) e Wang Xi'An di conseguenza è membro della 19ª generazione.

Si tende a privilegiare il secondo sistema di numerazione, ma il primo sarebbe più esatto in quanto fa direttamente riferimento alla tradizione del Taijiquan.

## Referenti
Wang Xi'An fondò una fitta rete di scuole in molti stati. Di seguito sono riportati i suoi principali referenti in alcune nazioni, aggiornati a novembre 2014.
| Nazione    | Referente/i                     |
| ---------- | ------------------------------- |
| Francia    | Alain Caudine e Philippe Delage |
| Svizzera   | Urs Krebs                       |
| Spagna     | Pepa Croisoeuil                 |
| Perù       | Paul Jimenez Rabanelli          |
| Costa Rica | Bob Bacher                      |
| USA        | Chris Brenner                   |
| Riunione   | Maximin Chow Ying               |
| Italia     | Marcello Sidoti                 |
| Giappone   | Noguchi Atsuko                  |

## Scritti
- Wang Xi'An e Alain Caudine, Applications martiales du Taiji quan: Transmission de l'école Chen, ed. Guy Tredaniel, ISBN 978-2844456601, 2006
- Wang Xi'An e Alain Caudine, A la Source du Taiji Quan : Transmission de l'École Chen, ed. Guy Tredaniel, 2004
- Wang Xi'An e Marcello Sidoti, Chenjiagou Taijiquan: alle origini del Taiji stile Chen, ed. Caliel, 2015